# Lirogon skromny
Lirogon skromny, lirogon Alberta (Menura alberti) – gatunek dużego ptaka z rodziny lirogonów (Menuridae). Jest jednym z największych przedstawicieli rzędu wróblowych. Jeden z dwóch gatunków lirogonów. Biologią bardzo przypomina pokrewnego mu lirogona wspaniałego, od którego jest nieco mniejszy. Występuje tylko w jednym regionie wschodniej Australii na niewielkim obszarze wilgotnych lasów na granicy Queenslandu i Nowej Południowej Walii.

## Taksonomia
Łacińska nazwa alberti nadana została na cześć Alberta, księcia-małżonka królowej Wiktorii.
Nie wyróżnia się podgatunków. Opisano podgatunek rufa z południowego Queenslandu, ale nie jest on uznawany.

## Morfologia
Wygląd
Upierzenie obydwu płci jest brązowe z wierzchu i od kremowego po rudobrązowe od spodu. Samce nie posiadają ozdobnego ogona, jaki charakteryzuje lirogona wspaniałego, stąd jego polska nazwa gatunkowa. Podobnie jednak jak u wspomnianego gatunku cechują go silne nogi i małe, zaokrąglone skrzydła.
Średnie wymiary
- długość ciała: 86–93 cm (w tym ogon długości 47–57 cm u samców i 36–42 cm u samic)[8]
- rozpiętość skrzydeł: 76–79 cm[8]
- masa ciała: około 930 g[8]

## Ekologia i zachowanie
Biotop
Gęste i wilgotne lasy podzwrotnikowe.
Tryb życia
Dzienny i naziemny tryb życia. Noce spędza na gałęzi drzew.
Pożywienie
Żywi się bezkręgowcami, które wygrzebuje z ziemi.
Rozmnażanie
Podczas zalotów samiec tokuje na małym, lekko wgłębionym placyku. Wydaje przy tym głośne dźwięki przypominające odgłosy otoczenia. W zniesieniu tylko jedno jajo. Samica sama buduje gniazdo, wysiaduje i wychowuje młode.

## Status
Międzynarodowa Unia Ochrony Przyrody (IUCN) po raz pierwszy sklasyfikowała lirogona skromnego w 1988 i uznała go za gatunek najmniejszej troski (LR/LC, Lower Risk/Least Concern), w 1994 zmieniła status na NT (gatunek bliski zagrożenia), w 2000 na VU (gatunek narażony), po czym w 2009 ponownie przyznała status NT. W 2022 roku IUCN ponownie zakwalifikowała ten gatunek jako najmniejszej troski. Trend liczebności populacji uznawany jest za stabilny.